# Kunda
Kunda é um município urbano estoniano localizado na região de Lääne-Virumaa.

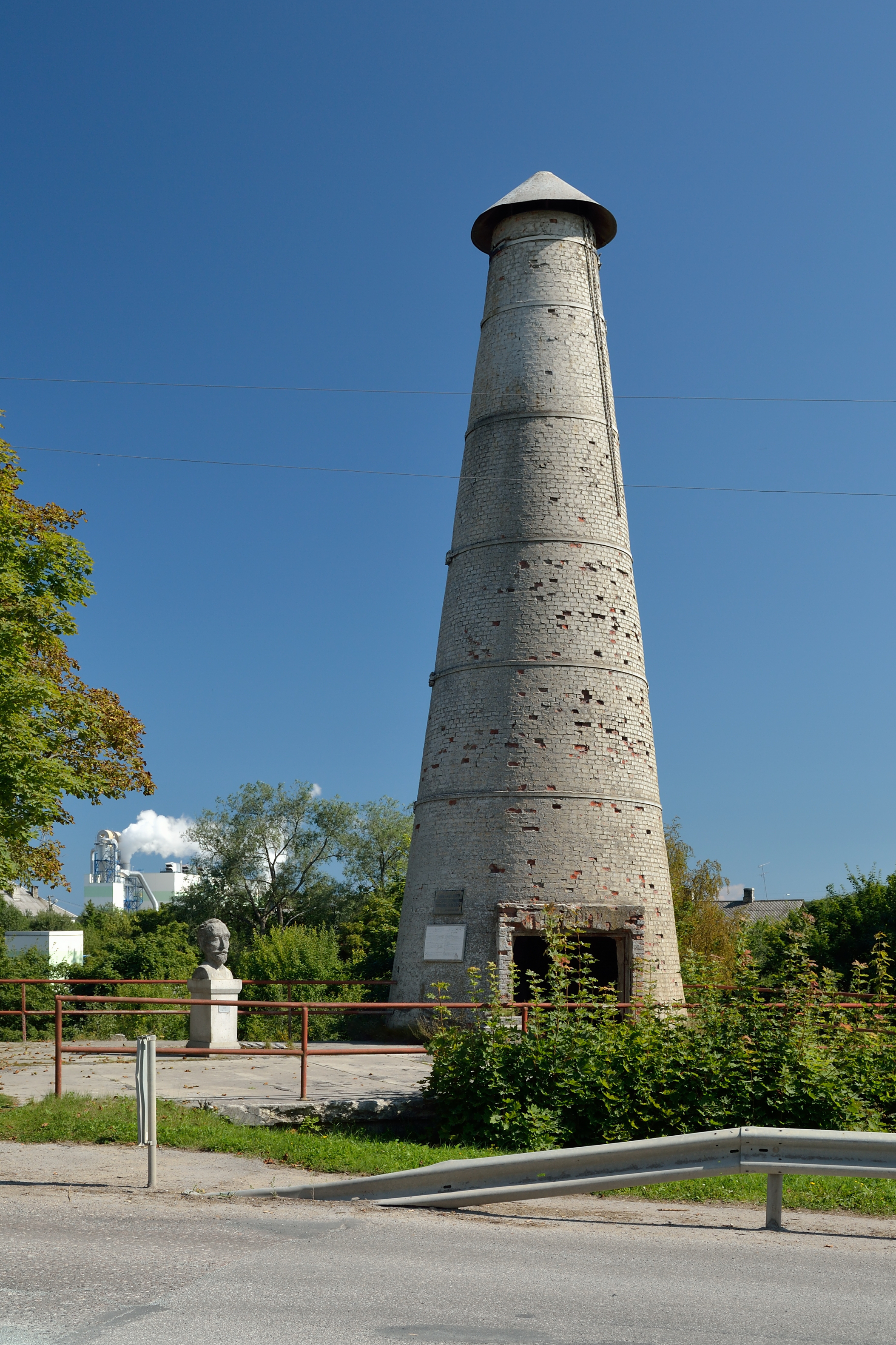
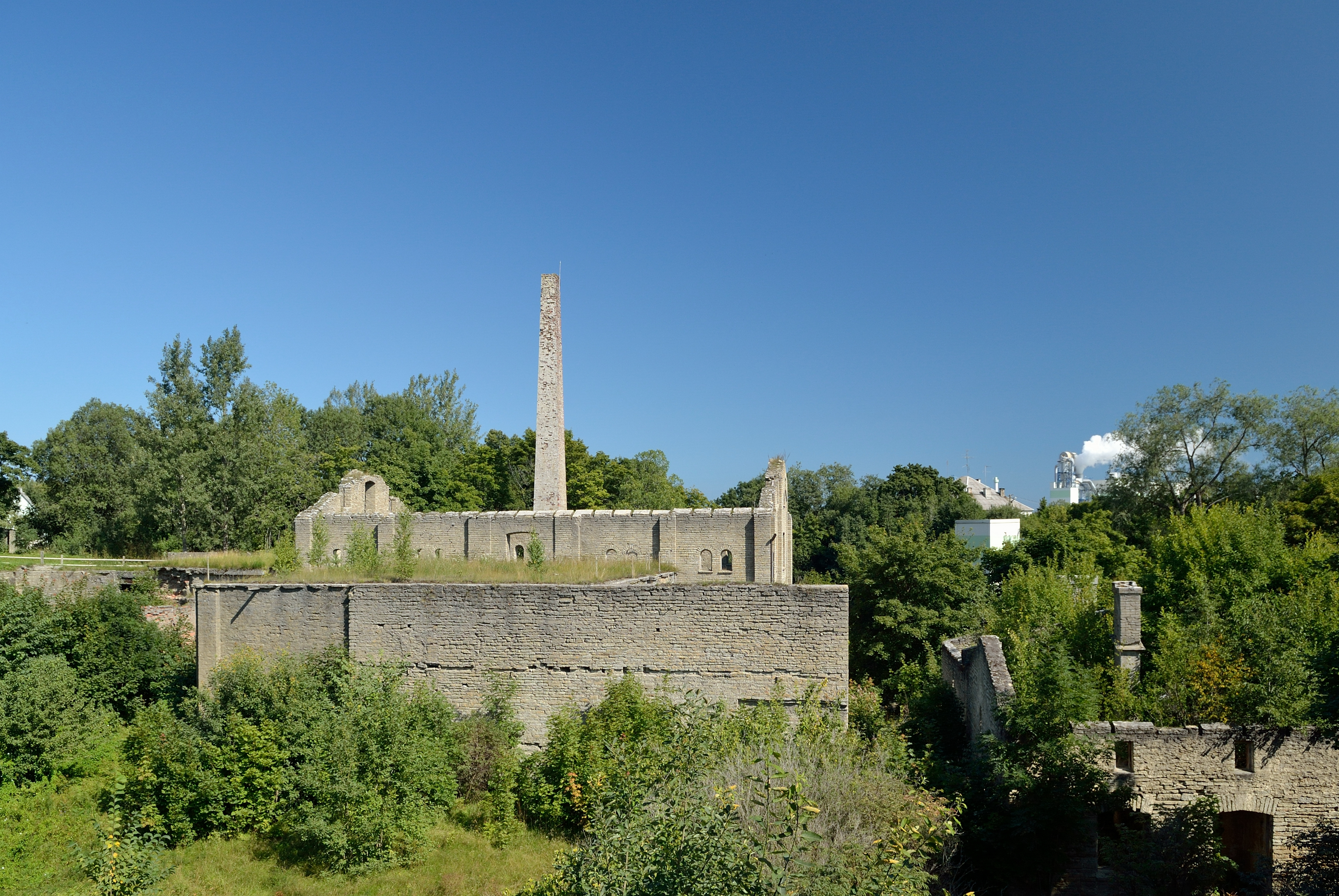
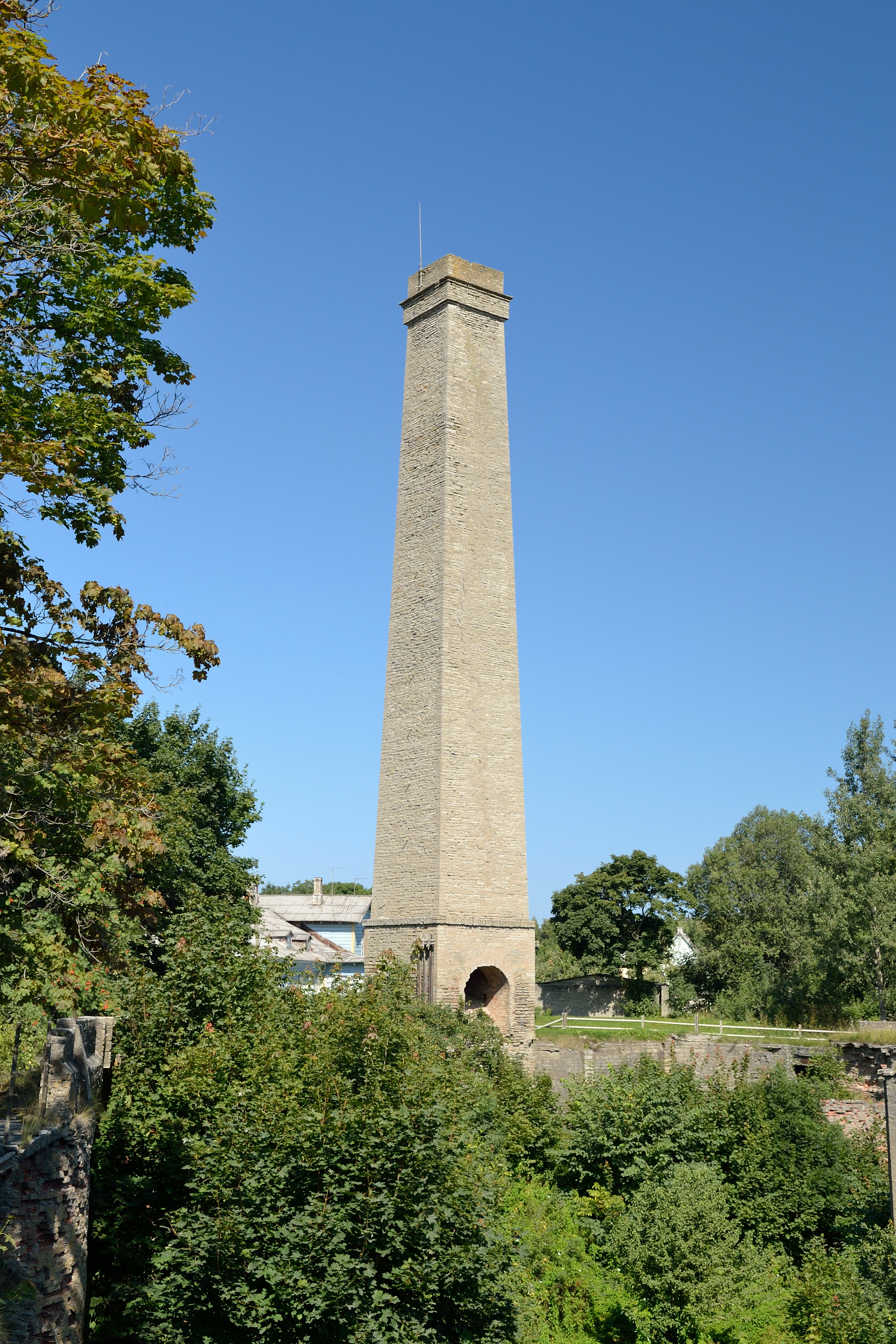